# Hamilton (Tasmània)
Hamilton és una petita ciutat rural que es troba a 73 km al nord-oest de Hobart, a Tasmània, Austràlia. Es troba a l'autopista Lyell. Segons el cens del 2006, la ciutat i els voltants tenien una població de 300 habitants.
El governador Macquarie va anomenar la localitat com "Sorell Plains", i es va conèixer localment com "Macquarie" i "Lower Clyde".
El governador Arthur va donar el nom definitiu a la localitat i es va anunciar el 1826 (Colonial Times and Tasmanian Advertiser, divendres 28 de juliol de 1826, pàgina 3). Hamilton va rebre el nom de William Henry Hamilton, un ric poblador lliure que havia arribat a la terra de Van Diemen l'abril de 1824.
Hamilton Post Office va obrir l'1 de juny de 1832.
Hamilton va ser una vegada una bulliciosa ciutat fronterera que contenia moltes fondes i diverses fàbriques de cervesa. Conté algunes petites botigues i edificis, com ara la casa del jutjat, molts d'ells remuntats a temps de condemnats.
El jugador de criquet Percy Lewis va néixer aquí el 1864. L'artista tasmaniana Edith Lilla Holmes va néixer aquí el 1893.